# 不破整
不破 整（ふわ せい、1915年 - 1982年11月）は、東京府出身のサッカー選手。ポジションはGK。

## 来歴
東京府立第五中学校（現：東京都立小石川中等教育学校）を卒業して、第一早稲田高等学院へ、その後早稲田大学に入学。ア式蹴球部に在籍した。
不破が21歳の1936年4月にベルリンオリンピックの日本代表に選出されたが、同じ早稲田大学から代表に選出された佐野理平がスタメンを占めたため、出場機会は無かった。
また、早稲田大学在学中の1938年に全日本蹴球選手権大會（第18回天皇杯全日本サッカー選手権大会）で優勝、1939年には同大會（第19回天皇杯全日本サッカー選手権大会）で準優勝に貢献した。
1940年に早稲田大学理工学部採鉱冶金学科を卒業、同年日本製鋼所に入社するが、1941年春に太平洋戦争のために召集され満州に配属された。戦後は復職し、調査室調査役などを務めた。1982年11月死去。

## 家族
父の不破瑳磨太（1887～1947）は青年期に中央電信局の外電係だったが、頻繁に顔を合わす古野伊之助と仲良くなりジャパンタイムスに入り、国際通信社、東方通信社、新聞聯合を経て、同盟通信社から合併協定の重役２名（１名は常勤）を交流する約束に基づき電通に取締役として古野と入社。事業局長兼常務取締役（1936～41）、専務取締役（1941～42）、退社して日本新聞会理事長になり、常務理事の岡村二一とともに古野の協力者として戦時下の全国新聞社を統括した。また、兄の活は1941年6月に中国の山東省で戦死している。
妻の純子（1923年 - ？）はロシア研究家の黒田乙吉の長女である。

## 所属クラブ
- 東京府立第五中学校[1]
- 第一早稲田高等学院
- 早稲田大学
- 早稲田大学WMW